# Leptoharpacticus mucius
Leptoharpacticus mucius är en tvåvingeart som först beskrevs av Walker 1849.  Leptoharpacticus mucius ingår i släktet Leptoharpacticus och familjen rovflugor.
Artens utbredningsområde är Uruguay. Inga underarter finns listade i Catalogue of Life.